# Kachhauna Patseni
Kachhauna Patseni es un pueblo y nagar Panchayat situado en el distrito de Hardoi en el estado de Uttar Pradesh (India). Su población es de 15647 habitantes (2011). 

## Demografía
Según el censo de 2011 la población de Kachhauna Patseni era de 15647 habitantes, de los cuales 8268 eran hombres y 7379 eran mujeres. Kachhauna Patseni tiene una tasa media de alfabetización del 74,85%, superior a la media estatal del 67,68%: la alfabetización masculina es del 81,91%, y la alfabetización femenina del 66,90%.